# Список пусковых участков и новых станций Алматинского метрополитена
В этом списке приводятся все пусковые участки новых перегонов и/или новых станций Алматинского метрополитена. Указаны только построенные участки, за исключением строящихся и проектируемых.

## Станции
| Линия | Участок                    | Дата открытия  | Станций | Длина (км) | Станций всего | Длина всего | Примечания |
| ----- | -------------------------- | -------------- | ------- | ---------- | ------------- | ----------- | ---------- |
| 1     | Райымбек батыр — Алатау    | 1 декабря 2011 | 7       | 7,6        | 7             | 7,6         |            |
| 1     | Алатау — Москва            | 18 апреля 2015 | 2       | 2,7        | 9             | 10,3        |            |
| 1     | Москва — Бауыржан Момышулы | 30 мая 2022    | 2       | 3,1        | 11            | 13,4        |            |